# Tenuipalpus leucospermi
Tenuipalpus leucospermi är en spindeldjursart som beskrevs av Meyer 1993. Tenuipalpus leucospermi ingår i släktet Tenuipalpus och familjen Tenuipalpidae. Inga underarter finns listade i Catalogue of Life.